# Order Rio Branco
Order Rio Branco (por. Ordem de Rio Branco)  – order zasługi dyplomatycznej, odznaczenie państwowe Brazylii, ustanowione w 5 lutego 1963 przez prezydenta João Goularta. Nadawany jest corocznie 20 kwietnia w Dniu Dyplomacji brazylijskiej, który jest dniem urodzin patrona orderu José Marii da Silva Paranhos, barona Rio Branco, uznawanego za ojca i twórcę dyplomacji w Brazylii.
Wielkim Mistrzem Orderu, odznaczonym Krzyżem Wielkim, jest zawsze urzędujący prezydent Brazylii.

## Klasy
Order dzieli się na pięć klas, według tradycyjnego schematu Legii Honorowej:
- I Klasa – Krzyż Wielki (Grã-Cruz)  – nieograniczona liczba nadań
- II Klasa – Wielki Oficer (Grande Oficial) – maksymalnie 60 nadań dla aktywnych pracowników brazylijskiej służby dyplomatycznej
- III Klasa – Komandor (Comendador) – maksymalnie 50 nadań dla aktywnych pracowników brazylijskiej służby dyplomatycznej
- IV Klasa – Oficer (Oficial) – maksymalnie 40 nadań dla aktywnych pracowników brazylijskiej służby dyplomatycznej
- V Klasa – Kawaler (Cavaleiro) – maksymalnie 30 nadań dla aktywnych pracowników brazylijskiej służby dyplomatycznej

oraz dodatkowo:
- Medal Zasługi Rio Branco – nieograniczona liczba nadań

## Insygnia
Odznaką Orderu Rio Branco jest krzyż maltański pokryty białą emalią. W środku krzyża znajduje się medalion w którego środku umieszczona jest kula ziemska (centralny element osobistego herbu barona Rio Branco) z szerokim otokiem pokrytym niebieską emalią. Na otoku umieszczona jest łacińska sentencja: UBIQUE PATRIAE MEMOR (GDZIEKOLWIEK, OJCZYZNA W MOJEJ PAMIĘCI – dewiza z ekslibrisu barona Rio Branco). Na rewersie umieszczone są lata życia barona Rio Branco: „1842 1912”. Insygnia krzyża kawalerskiego są srebrne, a wyższych klas pozłacane.
Gwiazda orderowa jest ośmiokątna, pozłacana w I klasie, a srebrna w II. Na jej środek nałożony jest krzyż jak opisany wyżej.
Wstęga, wstążka i baretka orderu jest niebieska z białymi bordiurami.